# Allmendingen bei Bern
Allmendingen bei Bern is een gemeente en plaats in het Zwitserse kanton Bern, en maakt deel uit van het district Bern-Mittelland.
Allmendingen bei Bern telt 542 inwoners.

## Geografie
Allmendingen ligt tussen Rubigen, Muri bei Bern, Worb en Belp ten zuidoosten van de stad Bern.

## Geschiedenis
Allmendingen wordt als in 1239 in een oorkonde genoemd als landhuis van Rudolf von Alwandingen. In de 16e eeuw verandert de naam van Alwandingen zu Allmendingen.
Tot eind 1992 was Allmendingen samen met Rubigen en Trimstein deel van de gemeente Rubigen. Sinds 1 januari 1993 is Allmendingen een zelfstandige gemeente.

## Verkeer en vervoer

### Wegverkeer
De snelweg A6 loopt door de gemeente maar heeft daar geen op- en afritten. De hoofdstraat 10 loopt door de gemeente.

### Spoorwegen
Tot in de jaren tachtig van de vorige eeuw was er een station aan de Spoorlijn Bern - Thun.

### Waterwegen
De gemeente ligt aan de rivier de Aare.